# Drosophila nigrilineata
Drosophila nigrilineata är en tvåvingeart som beskrevs av Angus 1967. Drosophila nigrilineata ingår i släktet Drosophila och familjen daggflugor.
Artens utbredningsområde är Nya Guinea och Malaysia.